# Kat'ka, mela renetta di carta
Kat'ka, mela renetta di carta (Катька — бумажный ранет, Kat'ka - bumažnyj ranet) è un film del 1926 diretto da Fridrich Ėrmler e Ėduard Jul'evič Ioganson. Un altro titolo del film è Kat'ka, la venditrice di mele.

## Trama
In un villaggio sovietico degli anni Venti, la famiglia della giovane contadina Kat'ka rimane senza una fondamentale fonte di sussistenza quando muore la loro mucca. Per poter guadagnare i soldi sufficienti a comprarne un'altra, Kat'ka lascia il villaggio e va a lavorare a Leningrado.
Qui vende mele ma si trova anche, per la sua ingenuità, a frequentare i bassifondi della città. Conosce il ladro Sёmka Žgut che, dopo averla messa incinta, l'abbandona. Kat'ka non perde la sua fiducia nel prossimo: incontrato Vad'ka Zavražin, un senzatetto soprannominato "l'intellettuale", lo ospita a casa sua. Quando suo figlio nascerà e Kat'ka riprenderà a lavorare, Vad'ka sarà ancora al suo fianco a prendersi cura del bambino.